# Ellipteroides (Progonomyia) atroapicatus
Ellipteroides (Progonomyia) atroapicatus is een tweevleugelige uit de familie steltmuggen (Limoniidae). De soort komt voor in het Neotropisch gebied.